# Csíkosnyakú bíbic
A csíkosnyakú bíbic (Vanellus senegallus) a lilealakúak (Charadriiformes) rendjébe, ezen belül a lilefélék (Charadriidae) családjába tartozó faj.

## Rendszerezése
A fajt Carl von Linné svéd természettudós írta le 1766-ban, a Parra nembe Parra senegalla néven.  Sorolják a Hoplopterus nembe Hoplopterus senegallus néven is.

## Alfajai
- Vanellus senegallus lateralis A. Smith, 1839
- Vanellus senegallus major (Neumann, 1914)
- Vanellus senegallus senegallus (Linnaeus, 1766)[1]

## Előfordulása
Afrikában a Szahara alatti területeken honos. Természetes élőhelyei a szubtrópusi vagy trópusi füves puszták és szavannák, tavak, folyók és patakok környékén, valamint  szezonálisan elárasztott mezőgazdasági földterületek, szántóföldek, legelők és városi régiók. Állandó, nem vonuló faj.

## Megjelenése
Testhossza 34 centiméter, testtömege 197-277 gramm.
|  |

## Életmódja
Főleg rovarokkal táplálkozik, de magvakat is fogyaszt.

## Természetvédelmi helyzete
Az elterjedési területe rendkívül nagy, egyedszáma pedig stabil. A Természetvédelmi Világszövetség Vörös listáján nem fenyegetett fajként szerepel.